# حادثة معبر دياتلوف
حادثة معبر الشيطان أو حادثة معبر دياتلوف (بالإنجليزية: Dyatlov Pass incident)‏ (بالروسية: Ги́бель тургру́ппы Дя́тлова بمعنى «هلاك مجموعة دياتلوف السياحية»)، تُشير إلى حادثة مقتل تسعة من مُتزلجي الثلوج المتجولين في جبال الأورال الشمالية في الاتحاد السوفيتي (روسيا حالياً) بين 1 فبراير و2 فبراير 1959. المجموعة كانت من ذوي الخبرة وكانواً جميعاً من جامعة أورال الحكومية، أقاموا معسكرًا على سفوح منطقة تُسمى «جبل الموت» في منطقة تم تسميتها الآن تكريماً لزعيم المجموعة إيغور دياتلوف. في أثناء الليل، تسبب شيء ما لهم في تمزيق خيامهم ما تسبب في فرارهم من المخيم في حين كانوا يرتدون ملابس غير كافية بسبب تساقط الثلوج بكثافة ودرجات الحرارة الباردة.
بعد اكتشاف جثث المجموعة، توصل تحقيق أجرته سلطات الاتحاد السوفييتي إلى أن ستة أشخاص قد ماتوا بسبب انخفاض حرارة الجسم، بينما ظهر على الثلاثة الآخرين علامات تدل على الصدمات الجسدية. كان أحد الضحايا مصاباً بكسر في الجمجمة، واثنان آخران لديهم كسور وخيمة في الصدر. بالإضافة إلى ذلك فقدت عضوة أخرى من المجموعة لسانها وعينها. وخلص التحقيق إلى أن «قوة مجهولة» تسببت في الوفيات. تم طرح العديد من النظريات لحساب سبب الوفيات الغير المبررة، من ضمنها هجمات الحيوانات، انخفاض درجة حرارة الجسم، الانهيارات الجليدية، والذعر الناتج عن الموجات فوق الصوتية، والمشاركة العسكرية، وغيرها.
يمكن الوصول إلى المنطقة حاليًا ولكنها كانت مغلقة للبعثات وممارسي رياضة المشي لمسافات طويلة لمدة ثلاث سنوات بعد الحادث.

## خلفية
في عام 1959، تشكلت مجموعة لبعثة التزلج عبر شمال الاورال في أوبلاست سفردلوفسك (بالروسية: Свердло́вская о́бласть) في الاتحاد السوفيتي. كان إيغور دياتلوف، وهو طالب هندسة راديو في الثالثة والعشرين من عمره في معهد أورال التقني (بالروسية:Уральский политехнический институт، УПИ ؛ وتُسمى الآن جامعة الأورال الاتحادية) القائد الذي جمع مجموعة من تسعة أشخاص آخرين للرحلة، معظمهم كانوا زملاء وطلاب وأقران في الجامعة. كل عضو في المجموعة، والتي تألفت من ثمانية شبان وشابتين، كانوا من ذوي الخبرة من الدرجة الثانية مع خبرة مسبقة في التزلج على الجليد، وكانوا من المفترض أن يحصلوا على شهادة من الدرجة الثالثة عند عودتهم. في ذلك الوقت كانت هذه أعلى شهادة متاحة في الاتحاد السوفيتي، وكان على المرشحين اجتياز 300 كيلومتر (190 ميل). كان الهدف من الحملة هو الوصول إلى أوتورتن (بالروسية: Отортен) وهو جبل يبعد 10 كيلومترات (6.2 ميل) شمال موقع الحادث. وقد تم تقدير هذا المسار في فبراير باعتباره الفئة الثالثة وهي أصعبها.
| أعضاء المجموعة                     | أعضاء المجموعة                         | أعضاء المجموعة | أعضاء المجموعة   | أعضاء المجموعة | أعضاء المجموعة                                                          | أعضاء المجموعة |
| الاسم (بالعربية)                   | الاسم الروسي                           | الصورة         | تاريخ الميلاد    | العمر          | الملاحظات                                                               | مر             |
| ---------------------------------- | -------------------------------------- | -------------- | ---------------- | -------------- | ----------------------------------------------------------------------- | -------------- |
| إيغور أليكسيفتش دياتلوف            | Игорь Алексеевич Дятлов                |                | 13 يناير 1936    | 23             | قائد المجموعة                                                           | [ 3 ]          |
| يوري نيكولايفيتش دوروشينكو         | Юрий Николаевич Дорошенко              |                | 29 يناير 1938    | 21             |                                                                         | [ 3 ]          |
| لودميلا أليكساندروفنا دوبينيا      | Людмила Александровна Дубинина         |                | 12 مايو 1938     | 20             |                                                                         | [ 3 ]          |
| يوري أليكسييفيتش كريفونيشينكو      | Юрий (Георгий) Алексеевич Кривонищенко |                | 7 فبراير 1935    | 23             |                                                                         | [ 3 ]          |
| أليكساندر سيرغييفيتش كوليفاتوف     | Александр Сергеевич Колеватов          |                | 16 نوفمبر 1934   | 24             |                                                                         | [ 3 ]          |
| زينائيدا أليكسييفنا كولموغوروفا    | Зинаида Алексеевна Колмогорова         |                | 12 يناير 1937    | 22             |                                                                         | [ 3 ]          |
| رستم فلاديميروفيتش سلوبودين        | Рустем Владимирович Слободин           |                | 11 يناير 1936    | 23             |                                                                         | [ 3 ]          |
| نيكولاي فلاديميروفيتش تيبو-برينيول | Николай Владимирович Тибо-Бриньоль     |                | يونيو–يوليو 1935 | 23             |                                                                         | [ ا ]          |
| سيميون أليكسييفيتش زولوتاريوف      | Семён (Александр) Алексеевич Золотарёв |                | 2 فبراير 1921    | 38             |                                                                         | [ 5 ]          |
| يوري يفيموفيتش يودين               | Юрий Ефимович Юдин                     |                | 19 يوليو 1937    | 21             | ترك المجموعة في 28 يناير بسبب المرض; تُوفيَّ في 27 أبريل 2013 بعمر 75 عاماً | [ 6 ]          |

## الرحلة
وصلت المجموعة بالقطار إلى إيفديل (بالروسية: Ивдель)، وهي مدينة تقع في وسط مقاطعة أوبلاست سفردلوفسك الشمالية في ساعات الصباح الباكر من 25 يناير 1959. ثم عبروا بالشاحنة إلى فيجاي (بالروسية: Вижай)، وهي قرية مستوطنة مأهولة في الشمال. أثناء قضاء الليل في فيجاي، اشترى المتزلجون بعض الأطعمة وأكلوا أرغفة الخبز للحفاظ على مستويات الطاقة لديهم من أجل التسلق والصعوبات الشاقة التي ستواجههم.
في 27 يناير، بدأوا رحلتهم نحو أوتورتون من فيجاي. في 28 يناير، اضطر يوري يوديين وهو أحد أعضاء المجموعة على العودة وترك المجموعة بسبب معاناته من عدة أمراض (بما فيها الروماتيزم وعيب خلقي في القلب) وبسبب الركبة وآلام المفاصل التي جعلته غير قادر على مواصلة التسلق. واصلت الرحلة المجموعة المتبقية والمكونة من تسعة أشخاص.
وقد أمكن تتبع مسار المجموعة حتى اليوم السابق للحادث بفضل اليوميات والكاميرات التي تم العثور عليها حول المخيم الأخير المجموعة. في 31 يناير، وصلت المجموعة على حافة منطقة المرتفعات وبدأت في الاستعداد للتسلق. وفي وادٍ مشجرٍ، خزّنوا فائضًا للطعام والمعدات التي سيتم استخدامها في رحلة العودة. وفي اليوم التالي (1 فبراير)، بدأ المتنزهون في التحرك عبر الممر. ومما يبدو أنهم خططوا لتجاوز الممر وإقامة المخيم في الليلة التالية على الجانب المقابل، ولكن بسبب سوء الأحوال الجوية والعواصف الثلجية وانخفاض الرؤية فقدوا اتجاههم وانحرفوا غرباً صعوداً نحو قمة جبل الموت. وصلوا إلى هناك وعندها أدركوا خطأهم قررت المجموعة التوقف وإقامة المخيم هناك على منحدر الجبل، بدلاً من التحرك لمسافة 1.5 كيلومتر (0.93 ميل) هبوطًا إلى منطقة الغابات التي كانت ستوفر بعض الملاجئ لهم. يوري يودين اعتقد أن قائد المجموعة ديتلوف لم يرغب في فقدان الارتفاع الذي وصلوا إليه ولذلك قرر التخييم على المنحدر الجبلي.

## البحث والاكتشاف
قبل مغادرة قائد الفريق ديتلوف اتفق على إرسال برقية إلى ناديه الرياضي حالما تعود المجموعة إلى فيزاي. كان من المتوقع أن يحدث هذا في موعد أقصاه 12 فبراير، لكن ديتلوف أخبر يودين قبل رحيله عن المجموعة، أنه من المتوقع أن تكون الفترة أطول. عندما جاء يوم 12، لم تصل أي رسائل، لم يكن هناك رد فعل فوري إذ أن التأخير في بضعة أيام كان مُتوقعاً وشائعاً في مثل هذه الحملات. لم يكن الأمر كذلك حتى طالب أقارب المسافرين بعملية إنقاذ في تاريخ 20 فبراير. قام رئيس المعهد بإرسال مجموعات الإنقاذ الأولى، المؤلفة من الطلاب المتطوعين والمعلمين. شاركهم لاحقاً قوات الجيش والميليشيات السوفييتية مع ترصد الطائرات والهليكوبتر في عملية الإنقاذ.
في 26 فبراير، اكشتف الباحثون خيمة المجموعة المهجورة والتي تعرضت إلى أضرار بالغة في جبل الموت. ميخائيل شرافين، الطالب الذي اكتشف الخيمة، قال: «كانت الخيمة نصف ممزقة ومغطاة بالثلوج. كانت فارغة، وتُركت كل متعلقات المجموعة وأحذيتهم». قال المحققون إن الخيمة قد تم تمزيقها من الداخل. وتم تتبع حوالي ثماني أو تسع من آثار الأقدام التي تركها أشخاص كانوا يرتدون الجوارب فقط، أو حذاء واحد أو حتى حفاة، أدت الآثار إلى أسفل حافة الغابة القريبة على الجانب الآخر من الممر، التي تبعد حوالي 1.5 كم إلى الشمال الشرقي. ورغم، بعد 500 متر تقريباً غطت الثلوج هذه الآثار. على حافة الغابة، وتحت أشجار الصنوبر الكبيرة، عثر الباحثون على بقايا حريق صغيرة، إلى جانب جثتين اثنين من أعضاء المجموعة وهم كريفونيشينكو ودوروشنكو، اللذان لم يرتديا إلا الملابس الداخلية. كما اكتشفوا فروع شجرة سقطت من على ارتفاع خمسة أمتار، مما يشير إلى أن أحد المتزلجين قد صعد للبحث عن شيء ما، بين أشجار الصنوبر والمخيم، عثر الباحثون على ثلاثة جثث أخرى: ديتلوف، وكولموغوروفا وسلوبودين، الذين بدا أنهم لقوا حتفهم في أوضاع تشير إلى أنهم كانوا يحاولون العودة إلى الخيمة. تم العثور عليها بشكل منفصل على مسافات 300 و 480 و 630 متر من الشجرة.
استغرق البحث عن الأربعة المتبقين أكثر من شهرين. وأخيرًا تم العثور عليهما في 4 مايو تحت أربعة أمتار من الثلج في وادٍ على بعد 75 مترًا في الغابة من شجرة الصنوبر. هؤلاء الأربعة كانوا يرتدون ملابس أفضل من الآخرين، وكانت هناك إشارات بأن أولئك الذين ماتوا أولاً قد تخلى على ما يبدو عن ملابسهم للآخرين. كان زولوتاريوف يرتدي معطفاً من الفراء الصناعي، في حين كانت قدم دوبينينا ملفوفة بقطعة من السراويل الصوفية لكريفونشينكو.

## التحقيق

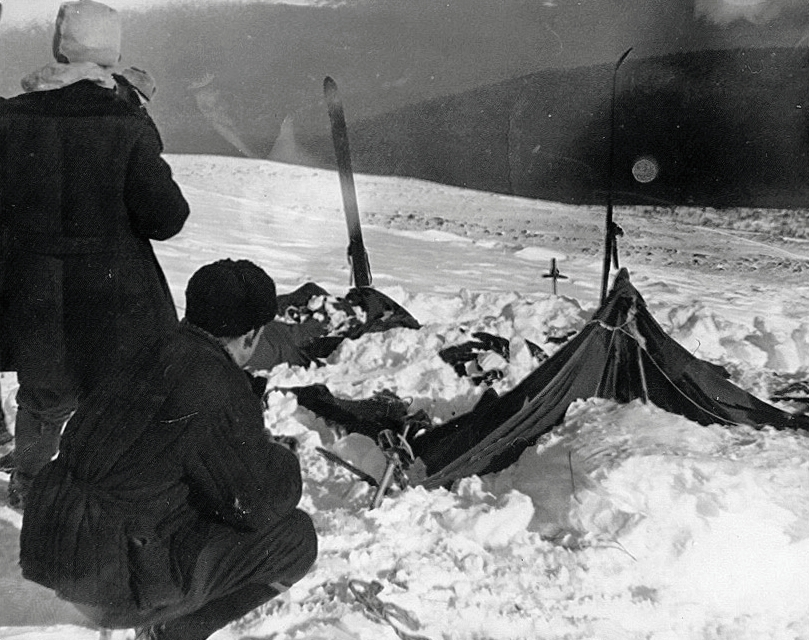
منظر للخيمة كما وجدها رجال الإنقاذ في 26 فبراير.

بدأ التحقيق فورًا بعد العثور على الجثث الخمس الأولى. ولم يعثر الفحص الطبي على أي إصابات أدت إلى وفاتهم، وخَلُصَ في النهاية إلى أنهم ماتوا جميعًا بسبب انخفاض حرارة الجسم. كان لدى سلوبودين صدع صغير في جمجمته، لكن الفحص الطبي لم يظن أنه جرح مميت.
أدى فحص الأجسام الأربعة التي عُثِر عليها لاحقاً في شهر مايو إلى تغير الاعتقاد حول ما حدث خلال الحادث. ثلاثة منهم كانوا مصابين بإصابات قاتلة، ثيبو-بروغنوليس تعرض لأضرار كبيرة في الجمجمة، وكُل من دوبينينا وزولوتاريوف تعرضا إلى كسور في الصدر. وفقا للدكتور بوريس فوزروزدني، فإن القوة المطلوبة لإحداث مثل هذا الضرر كانت ستكون عالية للغاية، وقارنها كقوة حادث سيارة. والجدير بالذكر أن الجثث لم تكن بها جروح خارجية مرتبطة بكسور العظام، كما لو كانت قد تعرضت لمستويات عالية من الضغط. ومع ذلك، تم العثور على إصابات خارجية كبيرة في دوبينيا، التي فقدت لسانها وعينها وجزء من شفتيها، فضلاً عن بعض أنسجة الوجه وتعرض جلدها إلى ابيضاض غير طبيعي. وزُعم أن دوبينينا وُجدت مستلقية على وجهها في مجرى مائي صغير كان يجري تحت الثلوج وأن جروحها الخارجية تتفق مع التفسخ في بيئة رطبة، ومن غير المرجح أن تكون مرتبطة بوفاتها.
كانت هناك تكهنات أولية بأن شعب مانسي الأصليين ربما هاجموا وقتلوا المجموعة لتجاوزهم على أراضيهم، لكن التحقيق أشار إلى أن طبيعة وفاتهم لا تدعم هذه الفرضية؛ كانت آثار أقدام المجموعة وحدها ظاهرة، ولم تظهر أي علامة على صراعٍ دائر.
على الرغم من أن درجة الحرارة كانت منخفضة جداً، حوالي −25 إلى °30 درجة مئوية (−13 إلى °22 درجة فهرنهايت) علاوةً على هبوب العواصف، كان القتلى يرتدون ملابس جزئية فقط. وبعضهم ارتدى حذاء واحد فقط، في حين أن البعض الآخر لم يرتدي أي حذاء وكان يرتدي الجوارب فقط. وعُثرت بعض قطع الملابس المُمزقة والذي يبدو أنها من ملابس المجموعة.
يزعم الصحفيون الذين كتبوا التقارير عن الأجزاء المتاحة من ملفات التحقيق عن ما يلي:
- تُوفيَّ ستة من أعضاء المجموعة بسبب انخفاض حرارة الجسم وثلاثة بسبب إصابات قاتلة.
- لم تكن هناك مؤشرات لوجود أشخاص آخرين في مكان قريب من جبل الموت بصرف النظر عن المسافرين التسعة.
- كانت الخيمة ممزقة من الداخل.
- كان الضحايا قد ماتوا بعد 6 إلى 8 ساعات من تناول آخر وجبة لهم.
- أظهرت آثار من المخيم أن جميع أعضاء المجموعة غادروا المخيم من تلقاء أنفسهم سيراً على الأقدام.

وهي تقدح بنظرية الهجوم الذي شنه سكان شعب مانسي، ذكر الدكتور بوريس فوزروزدني أن الإصابات القاتلة للجثث الثلاثة لا يمكن أن تكون ناجمة عن إنسان آخر، «لأن قوة الضربات كانت قوية جدًا أكثر من قوة الإنسان».
- لم تتضمن الوثائق المفرج عنها معلومات حول حالة الأعضاء الداخلية للمتزلجين.
- لم يكن هناك ناجون من الحادث.

في ذلك حُكم أن جميع أعضاء المجموعة ماتوا بسبب قوة طبيعية مقنعة. توقف التحقيق رسميا في مايو 1959 نتيجة لعدم وجود الطرف المُذنب. تم إرسال الملفات إلى الأرشيف السري، وأصبحت نسخات القضية متاحة فقط في تسعينيات القرن العشرين، بالرغم من فقدان بعض الأجزاء.

## نظريات

### انهيار جليدي
تقول إحدى النظريات أن المجموعة قد تُوفيت بسبب انهيار جليدي، يرى المؤلف الأمريكي المشكِك بنجامين رادفورد أن هذه الفرضية هي أكثر الفرضيات منطقيةً:
"إن المجموعة استيقظت في حالة ذعر (...) وخرجت من الخيمة إما بسبب انهيار ثلجي قد غطى مدخل خيمتهم أو لأنهم كانوا خائفين من أن الانهيار الجليدي كان على وشك الحدوث (...). كانوا يرتدون ملابس غير كافية لأنهم كانوا نائمين، وركضوا إلى أمان الغابات القريبة حيث تساعد الأشجار على إبطاء تساقط الثلوج. في ظلام الليل انفصلوا إلى مجموعتين أو ثلاث مجموعات؛ قامت مجموعة واحدة بإشعال النار بينما حاول الآخرون العودة إلى الخيمة لاستعادة ملابسهم بحكم أن الخطر قد انقضى، لكن الجو كان شديد البرودة، وتجمدوا جميعًا حتى الموت قبل أن يتمكنوا من تحديد مكان خيمتهم في الظلام، وربما تم استرداد بعض الملابس أو تبديلها من الموتى، ولكن على أية حال، فإن المجموعة الأربعة التي تعرضت جثثها للانهيار ودفنت تحت 4 أمتار (13 قدمًا) من الثلج (أكثر مما يكفي لتفسير "القوة الطبيعية المقنعة" التي وصفها الفاحص الطبي).
تشمل الأدلة التي تقدح لنظرية الانهيارات الجليدية:
- لم يكن لموقع الحادث أي علامات واضحة تدل على حدوث انهيار ثلجي. كان من شأن الانهيار الجليدي أن يترك بعض الأنماط والحطام والتي يتم على الأقل توزيعها على مساحة واسعة. كانت الجثث التي عُثر عليها في غضون عشرة أيام من الحدث مغطاة بطبقة من الثلوج الضحلة للغاية، وإذا كان هناك قدر كبير من القوة الكافية لجذب الطرف الثاني، لكانت هذه الجثث قد جرفت أيضاً. هذا من شأنه أن يسبب إصابات أكثر جدية ومختلفة في هذه العملية، وكان من شأنه أن يضر خط الأشجار.
- تم تنظيم أكثر من 100 رحلة استكشافية للمنطقة منذ وقوع الحادث، ولم يبلغ أي منهم عن أي ظروف قد تؤدي إلى حدوث انهيار جليدي. وكشفت دراسة للمنطقة تستخدم فيزياء حديثة متصلة بالتضاريس الأرضية أن الموقع غير محتمل كلياً لحدوث مثل هذا الانهيار. وقد لوحظت «الظروف الخطرة» التي وجدت في منطقة مجاورة أخرى في شهري نيسان أبريل ومايو عندما كان الثلوج في الشتاء تذوب. خلال شهر فبراير عندما وقع الحادث، لم تكن هناك مثل هذه الشروط.
- يشير تحليل التضاريس والمنحدرات إلى أنه حتى لو كان هناك احتمال لحدوث انهيار جليدي محدد يحيط بالتحذيرات الأخرى، فإن مساره قد يكون تجاوز الخيمة.
- كان ديتلوف من المتزلجين من ذوي الخبرة وكثير من كبار السن مثل الكسندر زولوتاريوف كان يدرس للحصول على شهادة الماجستير في تعليم التزلج والمشي لمسافات طويلة في الجبال. لم يكن من المحتمل أن يخيم أي من هذين الرجلين في أي مكان في مكان قابل للانهيار.

### الموجات السمعية
هناك فرضية أخرى شاعها الكاتب دوني ايتشار لعام 2013 في كتابه «جبل الموت» وهو أن الرياح التي تدور حول جبل هولاتشال خلقت ما يُسمى بشارع كارمان الدوامي، التي يمكن أن تنتج موجات صوتيّة قادرة على إحداث مشاعر مضطربة للإنسان كالشعور بالرعب والهلع. وفقا لنظرية ايتشار، كانت الموجات فوق الصوتية التي تولدها الريح أثناء مرورها فوق قمة جبل هولاتشال هي المسؤولة عن التسبب في عدم الراحة البدنية والضائقة النفسية في المتزلجين. يدعي ايتشار أنه بسبب ذعرهم، تم إجبار المتزلجين على مغادرة الخيمة بأي وسيلة ضرورية، وفروا إلى أسفل المنحدر. وبحلول الوقت الذي كانوا يتواجدون فيه أسفل التل، كانوا سيخرجون من الطريق دون الموجات الصوتية وكانوا سيستعيدون رباطة جأشهم، لكن في الظلام لم يكونوا قادرين على العودة إلى ملجأهم. كانت الإصابات المؤلمة التي تعرض لها ثلاثة من الضحايا نتيجة تعثرهم على حافة وادٍ في الظلام والهبوط على الصخور في القاع.

### اختبارات عسكرية
يعتقد الكثيرون أن الاختبارات السرية للأسلحة النووية التي أجرتها الحكومة السوفييتية آنذاك هي التي تسببت بتلك الوفيات وهو ما يتفق مع وجود كميات كبيرة من الإشعاعات تم اكتشافها في أجساد الضحايا. حيث كان يجري اختبارها من قبل الجيش الروسي في المنطقة في الوقت الذي كان فيه المتزلجون هناك.

### أخرى
ظهرت العديد من النظريات الأخرى، بما فيها التعرض للقتل من قبل شعب مانسي والتعرض للهجوم من الحيوانات، أو قتلهم من قِبل الاستخبارات الروسية، لكن كُل هذه النظريات لم تدعم بأدلة كافية أو تم قدحها بدلائل أخرى.

## في الثقافة العامة
- تم إحياء الاهتمام الشعبي في روسيا لهذه الحادثة في تسعينيات القرن العشرين في أعقاب رواية غوشين لعام 1990 بعنوان «ثمن أسرار الدولة هي تسعة أرواح».
- في عام 2000، أنتجت شركة تلفزيون إقليمية فيلماً وثائقي مُختص بالحادثة.
- في عام 2015 أصدرت الفرقة الروسية كاوان "Kauan" ألبوم سورني ناي "Sorni Nai" الذي يحاول إعادة بناء الأحداث التي أدت إلى الحادث.[23]
- تم إصدار فيلم طريق الشيطان، وهو فيلم أخرجه ريني هارلن، في 28 فبراير 2013 في روسيا مستوحاة من الحادثة.
- تظهر هذه الحادثة بشكل بارز في رواية مدينة المنفيين (بالإنجليزية: City of Exiles)‏ التي صدرت عام 2012 من أليك نيفالا لي.[24]
- ملفات لغز روسيا: الحلقة 2 بعنوان حادثة ممر ديتلوف، عرضت في 28 نوفمبر 2014، ناشيونال جيوغرافيك.[25]
- كما ظهرت أيضاً في الروايات وبعض الألعاب والفقرات التلفزيونية.

- في 2021، افتتح مجموعة من المتزلجين نصبا تذكاريا لتخليد ذكرى القاضين في الحادثة.